# سراسرحاره‌ای
سراسرحارّه‌ای یا همه‌حارّه‌ای (به انگلیسی: Pantropical) («سراسر مناطق استوایی»)، یک پراکندگی است که مناطق حاره‌ای هر دو نیم‌کره را پوشش می‌دهد. به عنوان مثال می‌توان به برهنه‌ماران، گاودریایی‌سانان نوین و گونه‌های گیاهی آکاسیا و ناز باتلاقی اشاره کرد.
قلمرو نوحاره‌ای (Neotropical) یک اصطلاح جغرافیایی است که بخش بزرگی از قاره آمریکا، تقریباً از مکزیک و کارائیب به سوی جنوب (از جمله مناطق سرد در جنوبی‌ترین آمریکای جنوبی) را پوشش می‌دهد.
دیرین‌حاره‌ای (Palaeotropical) به رخداد جغرافیایی اشاره دارد برای اینکه یک پراکندگی دیرین‌حاره‌ای باشد، یک آرایه باید در مناطق حاره‌ای در جهان قدیم یافت شود.

## جستارهای بیشتر
- قلمرو آفریقای حاره‌ای
- آفریقای حاره‌ای
- آسیای حاره‌ای